# Saut à la perche féminin aux championnats du monde d'athlétisme 2003
Navigation
Edmonton 2001 Helsinki 2005
L'épreuve de saut à la perche féminin des championnats du monde d'athlétisme de 2003 s'est déroulée les 23 et 25 août 2003 au Stade de France à Saint-Denis près de Paris (France), remportée par la Russe Svetlana Feofanova (photo) qui avait gagné la médaille d'argent de l'édition précédente au Canada avec la même hauteur franchie (la médaille d'or américaine de ces 2ès championnats ne concourait pas cette fois).

## Résultats

### Finale
| Rang               | Athlète               | Pays       | Essais | Essais | Essais | Essais | Essais | Essais | Essais | Essais | Essais | Essais | Essais | Marque | Notes |
| Rang               | Athlète               | Pays       | 4.10m  | 4.25m  | 4.35m  | 4.45m  | 4.50m  | 4.55m  | 4.60m  | 4.65m  | 4.70m  | 4.75m  | 4.80m  | Marque | Notes |
| ------------------ | --------------------- | ---------- | ------ | ------ | ------ | ------ | ------ | ------ | ------ | ------ | ------ | ------ | ------ | ------ | ----- |
| Médaille d'or      | Svetlana Feofanova    | Russie     |        |        |        |        |        |        |        |        |        |        |        | 4.75 m | CR    |
| Médaille d'argent  | Annika Becker         | Allemagne  |        |        |        |        |        |        |        |        |        |        |        | 4.70 m |       |
| Médaille de bronze | Yelena Isinbayeva     | Russie     |        |        |        |        |        |        |        |        |        |        |        | 4.65 m |       |
| 4                  | Monika Pyrek          | Pologne    |        |        |        |        |        |        |        |        |        |        |        | 4.55 m |       |
| 4                  | Stacy Dragila         | États-Unis |        |        |        |        |        |        |        |        |        |        |        | 4.55 m |       |
| 6                  | Yvonne Buschbaum      | Allemagne  |        |        |        |        |        |        |        |        |        |        |        | 4.50 m |       |
| 7                  | Anna Rogowska         | Pologne    |        |        |        |        |        |        |        |        |        |        |        | 4.45 m | PB    |
| 8                  | Yelena Belyakova      | Russie     |        |        |        |        |        |        |        |        |        |        |        | 4.45 m |       |
| 9                  | Gao Shuying           | Chine      |        |        |        |        |        |        |        |        |        |        |        | 4.35 m |       |
| 10                 | Mary Sauer            | États-Unis |        |        |        |        |        |        |        |        |        |        |        | 4.35 m |       |
| —                  | Þórey Edda Elísdóttir | Islande    | -      | -      | xxx    |        |        |        |        |        |        |        |        | NM     |       |
| —                  | Marie Poissonnier     | France     | xxx    |        |        |        |        |        |        |        |        |        |        | NM     |       |

### Légende
Records et Performances
- AR : Record continental (area record)
- CR : Record des championnats (championship record)
- MR : Record du meeting (meet record)
- NR : Record national (national record)
- OR : Record olympique (olympic record)
- PR : Record paralympique (paralympic record)
- PB : Record personnel (personal best)
- SB : Meilleure performance personnelle de la saison (season's best)
- WL : Meilleure performance mondiale de l'année (world leader)
- WJR : Record du monde junior (world junior record)
- WR : Record du monde (world record)

Circonstances et Conditions
- DNF : N'a pas terminé (did not finish)
- DNS : N'a pas pris le départ (did not start)
- DQ : Disqualification (disqualification)
- NM : Aucun essai valable enregistré (No Mark)
- Q : Qualifié « directement » au prochain tour (ou à la prochaine compétition), lors d'une compétition majeure, grâce au classement ou à la réalisation des minima (automatic qualifier)
- q : Qualifié au prochain tour (ou à la prochaine compétition), lors d'une compétition majeure, grâce au repêchage ou à la réalisation de l'une des meilleures performances parmi celles des « non qualifiés directement » (grâce au meilleur temps ou à la meilleure distance par exemple) (secondary qualifier)